# Pavián pláštíkový
Pavián pláštíkový (Papio hamadryas) je primát z čeledi kočkodanovití.

## Popis

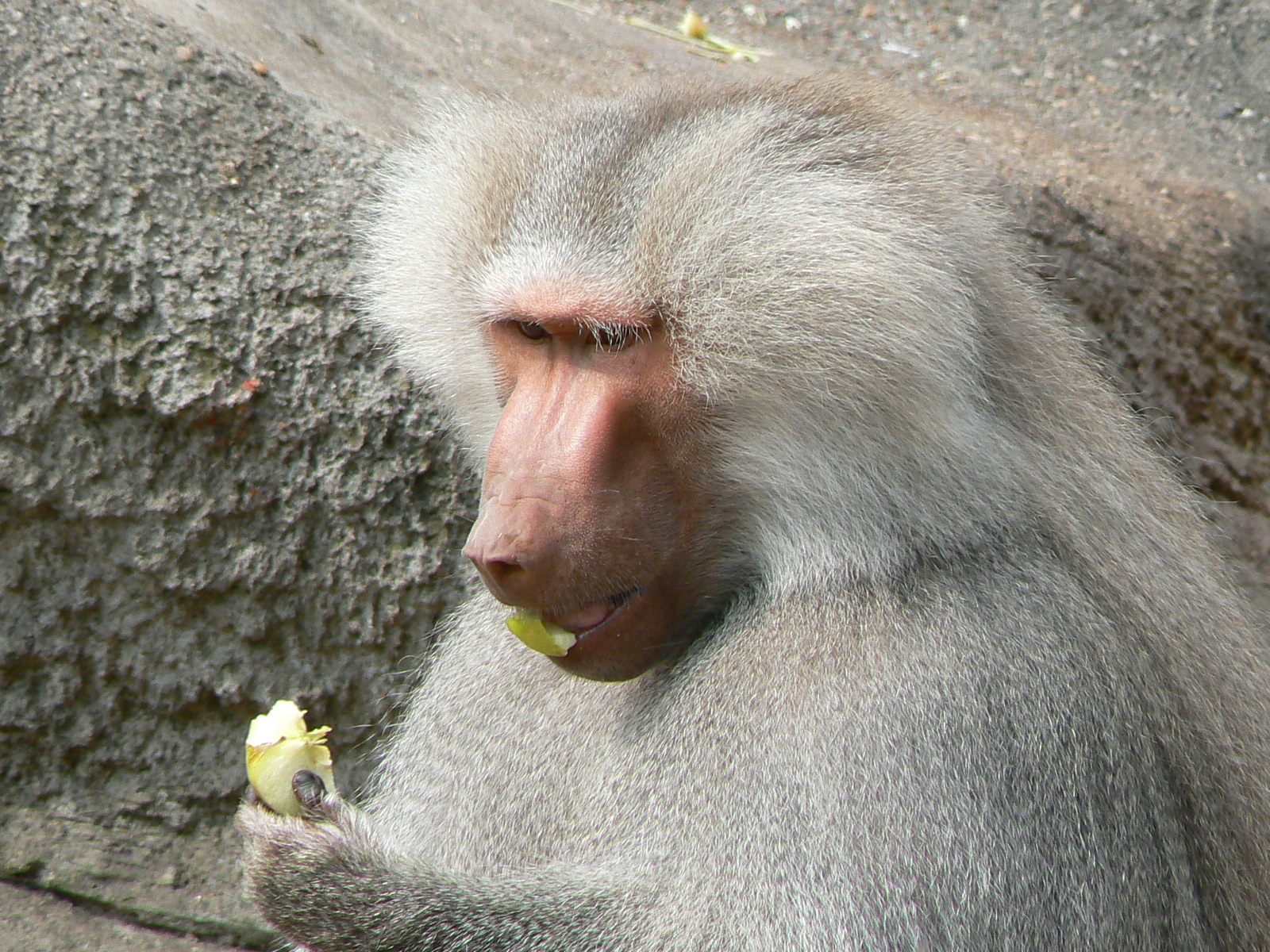
Pavián pláštíkový pojídající jablko

Obývají skalnaté hory Etiopie, Súdánu a Arabského poloostrova. Živí se rostlinnou i živočišnou potravou. Žijí v tlupě, která může mít až 100 členů, kde vládne neomezeně vůdčí samec. Má takovou autoritu, že může pouhým pohledem, gestem či hlasovým projevem ukončit i rvačku podřízených samců. Každý ze samců má svůj vlastní harém samic (až po deseti samicích), které si vybírá už mladé a sám si je vychová. Mají na 60 dorozumívacích zvuků. Jsou velmi odvážní a zaleknou se málokoho.
Samci dosahují hmotnost 20–30 kg, samice 10–15 kg, délka těla okolo 76 cm. Mají krátké končetiny uzpůsobené k pobytu na zemi (šplhat umějí, ale nejsou příliš obratní, na zemi se pohybují rychleji).
Barva srsti je šedavá, samci mají stříbřitou hřívu.
Samice je březí 170 až 173 dní po kterých přivádí na svět jedno osrstěné mládě.
V přírodě se dožívají 25 let, v zajetí až 37.

## Poddruhy
Dříve bylo rozlišováno několik poddruhů, které jsou dnes uznávány za samostatné druhy:
- babuin
- pavián anubi
- pavián čakma
- pavián guinejský